# Król chłopów
Król chłopów. Powieść historyczna z czasów Kazimierza Wielkiego – powieść historyczna Józefa Ignacego Kraszewskiego wydana po raz pierwszy w 1881 roku, należąca do cyklu Dzieje Polski. Utwor został zadedykowany Władysławowi Chodźkiewiczowi.

## Treść
Utwór składa się z kilku obrazów historycznych przedstawiających życie i panowanie Kazimierza Wielkiego. Król intensywnie pracuje nad rozwojem kraju, z jego nakazu rozbudowywane są miasta, wznoszone mury miejskie, zamki obronne; wspiera też rzemiosło, handel i górnictwo (żupy solne). Monarcha w swej polityce wewnętrznej reprezentuje interesy chłopstwa, dbając o rozwój tej warstwy społecznej, którą chroni przed krzywdą i niesprawiedliwością oraz działając na rzecz ich polepszenia ich sytuacji prawnej.
Postępowanie władcy wzbudza niechęć rycerstwa i możnowładztwa, obawiających się utraty własnego znaczenia. W rezultacie zawiązuje się antymonarsza opozycja, której nieformalnym przywódcą staje się starosta wielkopolski Maciej Borkowic.